# Drepanoptera
Drepanoptera is een geslachtsnaam die soms wordt toegekend aan een groep van vlinders die meestal in het geslacht Epiphora in de familie nachtpauwogen (Saturniidae) worden geplaatst. De naam werd in 1895 gepubliceerd door Lionel Walter Rothschild.
De typesoort van deze naam is Attacus albidus Druce, 1886